# 田中慎次郎
田中 慎次郎（たなか しんじろう、1900年7月28日 - 1993年7月2日）は、日本のジャーナリスト。朝日新聞社取締役出版局長、総理府原子力委員会参与、社団法人日本原子力産業会議参与などを務めた。

## 人物・経歴
埼玉県出身。旧制東京商科大学（現一橋大学）卒業後、1926年朝日新聞社入社。朝日新聞大阪本社経済部次長、朝日新聞社経済部次長兼論説委員等を経て、1940年から政治経済部長を務め、第二次世界大戦、太平洋戦争下の政治経済の報道を行っていたが、1942年3月15日にゾルゲ事件に関し、入社同期の尾崎秀実に対し大日本帝国陸軍の南部仏印進駐作戦を事前に漏らしたとする軍機保護法違反容疑で逮捕された。同年4月15日から休職となり、6月5日には釈放されたものの、6月15日に退社させられた。同日編集責任担当者だった緒方竹虎も解職となる。
1945年の日本の降伏後に朝日新聞社に再入社し、1946年4月16日から論説副主幹を務めたのち、今後は原子力の時代が来るとの考えから、自ら希望して調査研究室研究員に就任。1948年11月から調査研究室長として、原子力研究に従事し、スマイス報告『原子力の軍事利用』の翻訳などを行った。監査役を務めていた1955年にジュネーブで第1回原子力平和利用国際会議（ICPUAE）が開催された際には特派員として取材にあった。1956年に設置された総理府原子力委員会で参与に就任。1959年に朝日新聞社取締役出版局長に就任し、『朝日ジャーナル』を創刊。退社後も原子力評論などを行った。社団法人日本原子力産業会議参与・企画委員・法制委員なども歴任。「遺伝に及ぼす放射能の影響」の重大性を早くから指摘していた。また日本国憲法が国際信義に依存している点を批判し、セルフ・ヘルプという観点から、同憲法が欠いている自衛の精神の重要性を説いていた。1993年7月2日、膵臓癌のため長野県小諸市の自宅マンションで死去した。享年92。

## 著作

### 著書
- 『原子力の国際管理(朝日新聞調査研究室報告社内用 ; 2)』朝日新聞社 1949
- 『原子力と社会(朝日常識講座 ; 第11)』朝日新聞社 1953
- 『はしくれ帳 : 1950-1979』みすず書房 1980

### 訳書
- 『恐怖・戦争・爆弾 : 原子力の軍事的・政治的意義』P.M.S.ブラッケット著 法政大学出版局 1951